# Inno Nazionale
Het Inno Nazionale is het volkslied van de Europese dwergstaat San Marino. Het is geschreven door Federico Consolo, een San Marinese violist en componist. Het is in 1894 aangenomen als het nationale volkslied. Wat opmerkelijk is aan dit volkslied, is dat het geen tekst heeft, en dus heet het simpelweg Inno Nazionale (Italiaans voor Nationaal Volkslied).